# دانيال لانغ (سياسي)
دانيال لانغ (بالإنجليزية: Daniel Lang)‏ هو سياسي كندي، ولد في 3 أبريل 1948 في دوسن كريك في كندا. حزبياً، نشط في حزب يوكون ‏. وقد انتخب عضو الجمعية التشريعية في يوكون ‏ وانتخب عضو مجلس الشيوخ الكندي (2 يناير 2009 – 15 أغسطس 2017).